# Alioranus diclivitalis
Alioranus diclivitalis là một loài nhện trong họ Linyphiidae.
Loài này thuộc chi Alioranus. Alioranus diclivitalis được Andrei V. Tanasevitch miêu tả năm 1990.